# 平将平
平 将平（たいら の まさひら、旧字体：平󠄁 將平󠄁）は、平安時代中期の武将。平良将の子で平将門の弟。豊田郡大葦原に居を構えていた事から「大葦原四郎」と称す。『尊卑分脈』では五男、『相馬系図』では長子の将持がない為に四男である。将門私授上野介。

## 略歴
兄の将門の新皇即位について伊和員経らと共にこれを諌めたが、聞き入れられなかった。それが原因であるのか、『相馬系図』では新皇将門によって上野介に任ぜられているが、『将門記』などの書物では上野国は上野守に任ぜられた多治経明の任国となっていて将平の名はない。
天慶3年（940年）2月、将門が平貞盛・藤原秀郷らとの戦いによって敗死すると勢力は一気に瓦解し、将平は追捕を免れようと埼玉県秩父郡の城峯山中に潜伏したと伝えられ、同地の皆野町にある円福寺に墓が祀られている。

## 将門記
- 将平の諫言

「夫レ帝王ノ業ハ、智ヲ以テ競フベキニ非ズ。復タ力ヲ以テ争フベキニ非ズ。昔ヨリ今ニ至ルマデ、天ヲ経トシ地ヲ緯トスルノ君、業ヲ纂ギ基ヲ承クルノ王、此レ尤モ蒼天ノ与フル所ナリ。何ゾ慥ニ権議セザラム。恐ラクハ物ノ譏リ後代ニアラムカ。努力云々」
（口訳）「だいたい帝王の業というものは、人智によって競い求むべきものではなく、また力ずくで争いとるべきものではありません。昔から今に至るまで、天下をみずから治め整えた君主も、祖先からその皇基や帝業を受け継いだ帝王も、すべてこれ天が与えたところであって、外から軽々しくはかり議することがどうして出来ましょうか。そのようなことをすれば、きっと後世に人々
の譏りを招くことに違いありません。ぜひ思いとどまりください。」

## 画像集

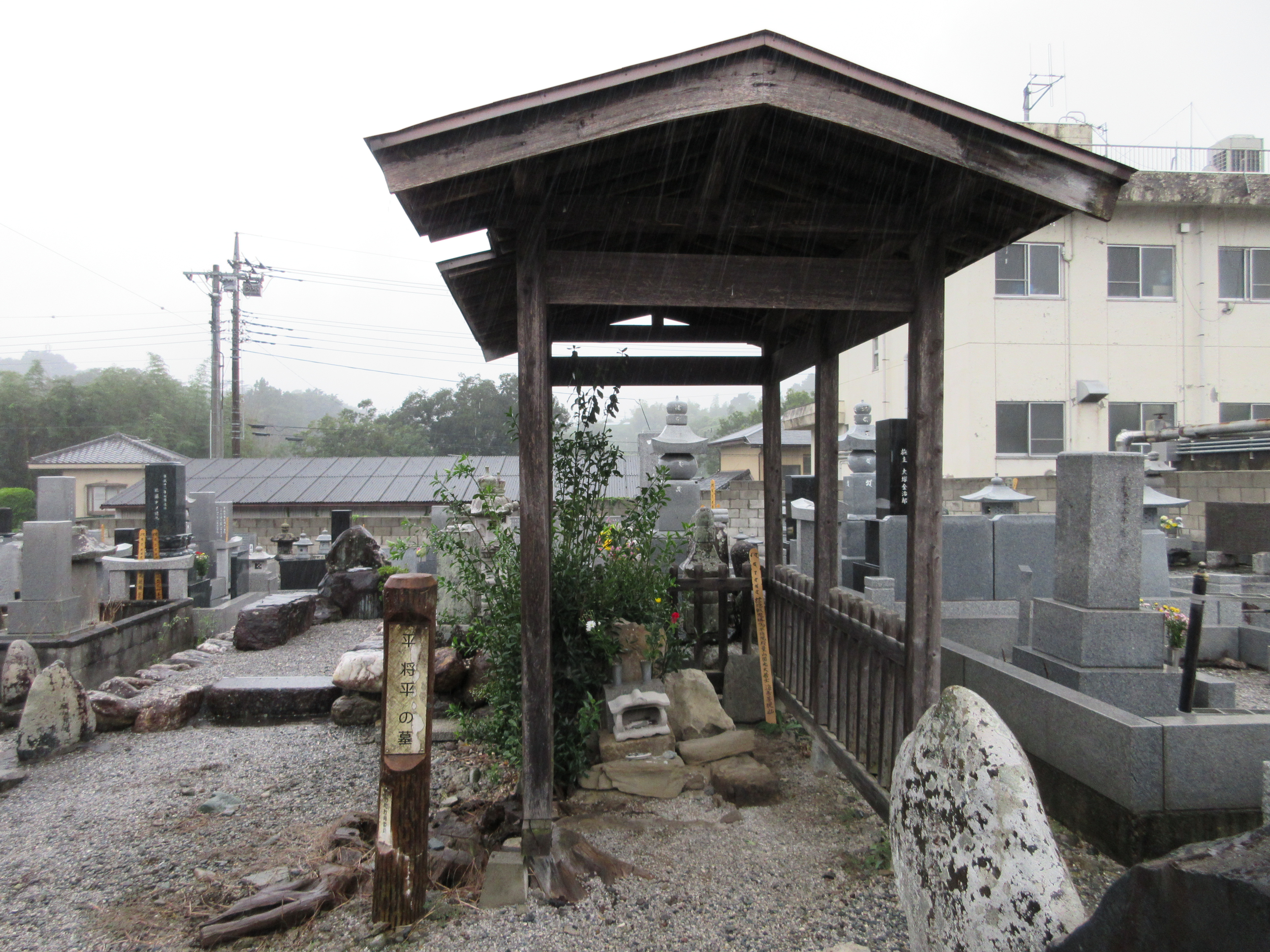
平将平の墓（皆野町）（埼玉県秩父郡皆野町大字皆野293円福寺）
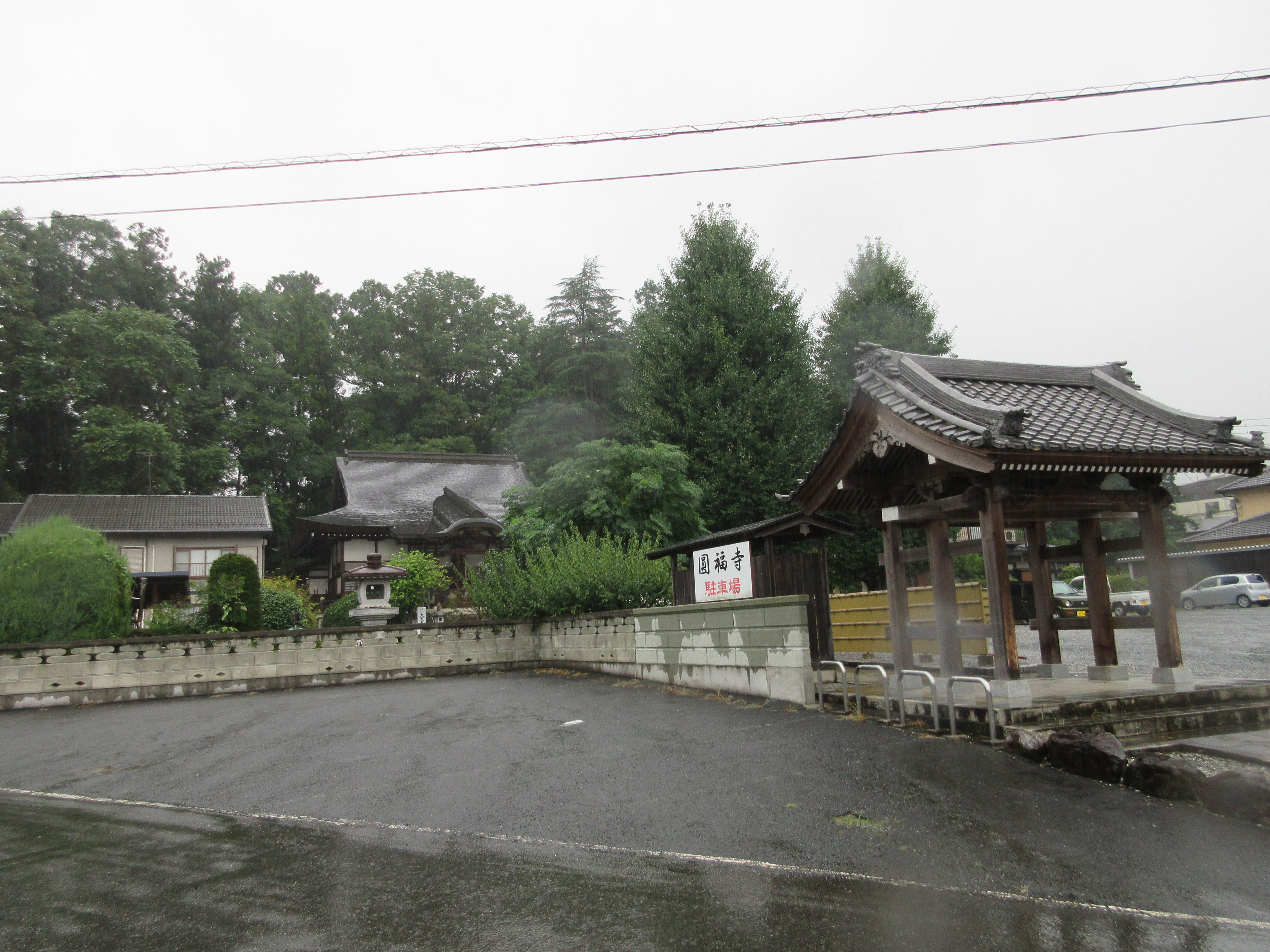
円福寺全景(最寄秩父鉄道皆野駅）
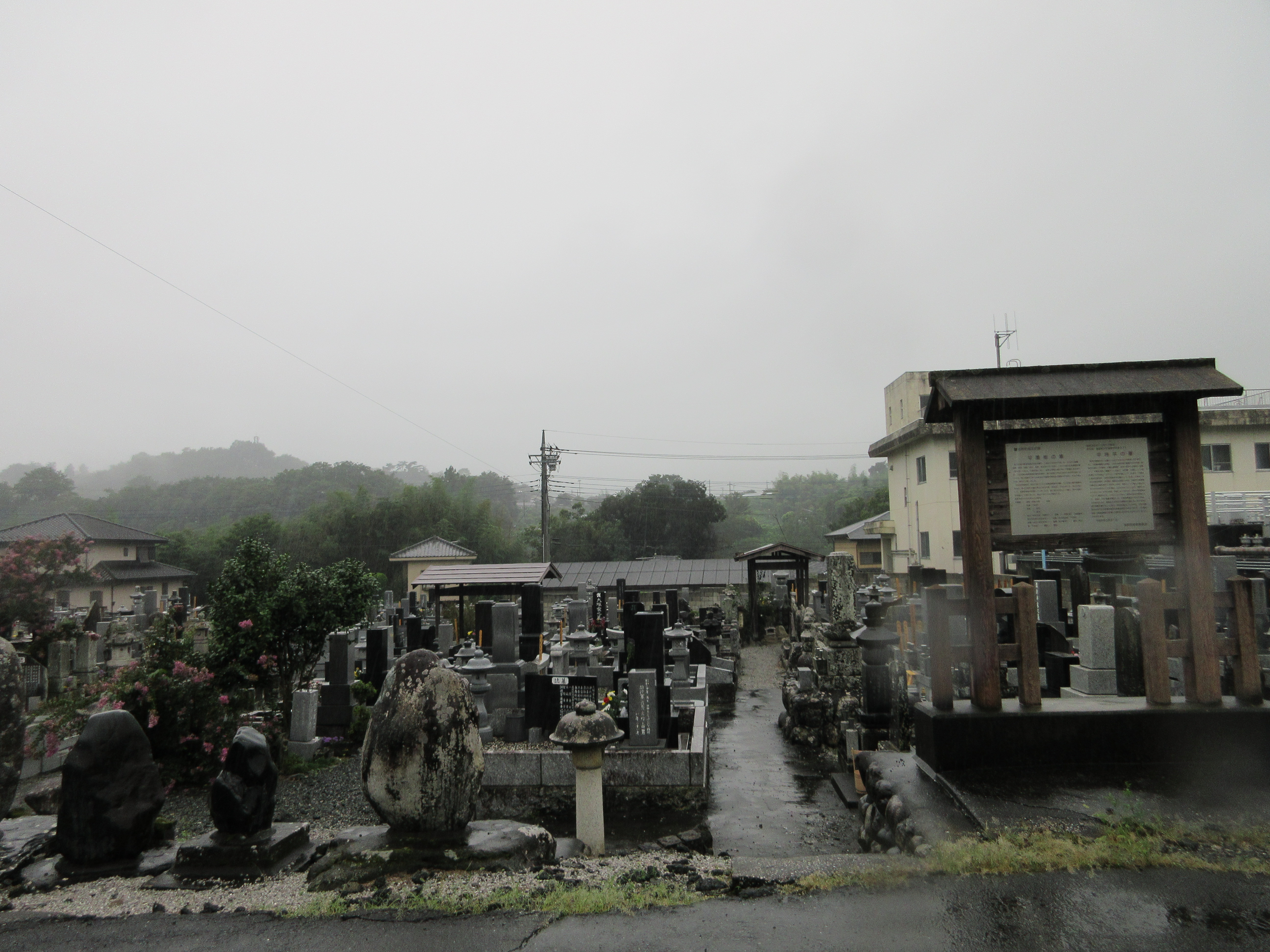
平将平墓所全景(説明板と屋根付が平将平・畠山重能公墓所）

## 登場作品
テレビドラマ
- 『風と雲と虹と』（1976年、NHK大河ドラマ、演：岡村清太郎 （少年期：出原健一））